# Gibraltári labdarúgó-válogatott
A gibraltári labdarúgó-válogatott Gibraltár nemzeti csapata, amelyet a gibraltári labdarúgó-szövetség (angolul: Gibraltar Football Association) irányít.

## A válogatott története

### Alapítás
A gibraltári labdarúgó-válogatott története 1923-ba vezethető vissza, amikor a kis ország labdarúgói Spanyolországba utaztak, ahol a Sevilla csapatával csaptak össze. Kettő mérkőzést játszottak, Gibraltár mind a kettőt elvesztette.

### Szigetjátékok (Island Games)
A szigetjátékok, vagy hivatalos nevén Island Games egy kétévente megrendezett sportverseny, amelyen autonóm szigetek vagy szigetcsoportok csapatai vesznek részt. Szervezője az International Island Games Association (IGA). A részt vevő területek képviselői különböző sportágakban mérik össze tudásukat. Önálló szigetállamok nem vehetnek részt a rendezvényen, mivel ez nem felel meg a játékok céljainak.
Gibraltár először az 1993-as versenyen vett részt, annak ellenére, hogy nem szigetország. Ezen a tornán Gibraltár csak 1 gólt szerzett, ahonnan így nulla ponttal kiesett. 1995-ben sokkal nagyobb sikert értek el a hazai rendezésű tornán. Annak ellenére, hogy a nyitómérkőzésen kikaptak Grönlandtól, utána sorban Man-t és Anglesey-t is legyőzték, ezzel 2. helyen továbbjutottak csoportjukból. Az elődöntőben 1–0 arányban legyőzték Jersey válogatottját, a döntőben azonban kikaptak a Wight-szigetektől, így az ezüstérmet szerezték meg.
A következő nagy eredményüket a 2007-es, Rodoszban rendezett versenyen érték el, a csoportkörben megverték Menorca csapatát, míg Jersey-vel döntetlent játszottak, ezzel a csoport élén végeztek. Az elődöntőben Bermuda fiataljait verték 2–0 arányban, majd a döntőben a házigazdákat 4–0-ra, ezzel megszerezték az aranyérmet.
| Helyszín     | Év   | Eredmény | M  | Gy | D | V  | LG | KG |
| ------------ | ---- | -------- | -- | -- | - | -- | -- | -- |
| Wight-sziget | 1993 | 8.       | 4  | 0  | 0 | 4  | 1  | 9  |
| Gibraltár    | 1995 | 2.       | 5  | 4  | 0 | 1  | 5  | 3  |
| Jersey       | 1997 | 6.       | 5  | 2  | 0 | 3  | 13 | 8  |
| Gotland      | 1999 | 11.      | 4  | 1  | 0 | 3  | 9  | 11 |
| Man-sziget   | 2001 | 5.       | 4  | 3  | 0 | 1  | 7  | 2  |
| Guernsey     | 2003 | 6.       | 5  | 3  | 0 | 2  | 29 | 5  |
| Rodosz       | 2007 | 1.       | 4  | 3  | 1 | 0  | 9  | 2  |
| Åland        | 2009 | 9.       | 4  | 2  | 1 | 1  | 12 | 3  |
| Wight-sziget | 2011 | 5.       | 3  | 2  | 0 | 1  | 14 | 7  |
| Összesen     | 8/11 | 1 Cím    | 38 | 20 | 2 | 16 | 99 | 50 |

Megjegyzés: piros kerettel a hazai rendezésű torna látható, sárga háttérrel pedig a megnyert torna.

### Belépés az UEFA-ba
A Londonban tartott UEFA kongresszuson 2013. május 24-én Gibraltár teljes jogú tagja lett az európai szövetségnek, ezzel együtt a 2016-os Európa-bajnokság selejtezőiben is indulhatott. Eddig sem világ-, sem Európa-bajnokságra nem sikerült kijutniuk. Az örmény-azeri, orosz-grúz példához hasonlóan Gibraltár nem kerülhet Spanyolországgal egy selejtezőcsoportba.
Első győzelmüket 2018. október 13-án, a 23. tétmérkőzésükön aratták, amikor a 2018–2019-es UEFA Nemzetek Ligája sorozatban Josep Chipolina büntetőből lőtt góljával legyőzték Örményországot.

## Nemzetközi eredmények

### Világbajnokság
| Világbajnokság | Világbajnokság    | Világbajnokság    | Világbajnokság    | Világbajnokság    | Világbajnokság    | Világbajnokság    | Világbajnokság    | Világbajnokság    | Világbajnokság    | Selejtezők        | Selejtezők        | Selejtezők        | Selejtezők        | Selejtezők        | Selejtezők        | Selejtezők        |
| Év             | Eredmény          | H.                | M                 | Gy                | D                 | V                 | G+                | G–                | Keret             | H.                | M                 | Gy                | D                 | V                 | G+                | G–                |
| -------------- | ----------------- | ----------------- | ----------------- | ----------------- | ----------------- | ----------------- | ----------------- | ----------------- | ----------------- | ----------------- | ----------------- | ----------------- | ----------------- | ----------------- | ----------------- | ----------------- |
| 1930–2014      | nem volt FIFA-tag | nem volt FIFA-tag | nem volt FIFA-tag | nem volt FIFA-tag | nem volt FIFA-tag | nem volt FIFA-tag | nem volt FIFA-tag | nem volt FIFA-tag | nem volt FIFA-tag | nem volt FIFA-tag | nem volt FIFA-tag | nem volt FIFA-tag | nem volt FIFA-tag | nem volt FIFA-tag | nem volt FIFA-tag | nem volt FIFA-tag |
| 2018           | nem jutott ki     | nem jutott ki     | nem jutott ki     | nem jutott ki     | nem jutott ki     | nem jutott ki     | nem jutott ki     | nem jutott ki     | nem jutott ki     | 6.                | 10                | 0                 | 0                 | 10                | 3                 | 47                |
| 2022           | nem jutott ki     | nem jutott ki     | nem jutott ki     | nem jutott ki     | nem jutott ki     | nem jutott ki     | nem jutott ki     | nem jutott ki     | nem jutott ki     | 6.                | 10                | 0                 | 0                 | 10                | 4                 | 43                |
| 2026           | később            | később            | később            | később            | később            | később            | később            | később            | később            | később            | később            | később            | később            | később            | később            | később            |
| Összesen       |                   | 0/2               | –                 | –                 | –                 | –                 | –                 | –                 | –                 | Összesen          | 20                | 0                 | 0                 | 20                | 7                 | 90                |

### Európa-bajnokság
| Európa-bajnokság | Európa-bajnokság  | Európa-bajnokság  | Európa-bajnokság  | Európa-bajnokság  | Európa-bajnokság  | Európa-bajnokság  | Európa-bajnokság  | Európa-bajnokság  | Európa-bajnokság  | Selejtezők        | Selejtezők        | Selejtezők        | Selejtezők        | Selejtezők        | Selejtezők        | Selejtezők        |
| Év               | Eredmény          | H.                | M                 | Gy                | D                 | V                 | G+                | G–                | Keret             | H.                | M                 | Gy                | D                 | V                 | G+                | G–                |
| ---------------- | ----------------- | ----------------- | ----------------- | ----------------- | ----------------- | ----------------- | ----------------- | ----------------- | ----------------- | ----------------- | ----------------- | ----------------- | ----------------- | ----------------- | ----------------- | ----------------- |
| 1960–2012        | nem volt UEFA-tag | nem volt UEFA-tag | nem volt UEFA-tag | nem volt UEFA-tag | nem volt UEFA-tag | nem volt UEFA-tag | nem volt UEFA-tag | nem volt UEFA-tag | nem volt UEFA-tag | nem volt UEFA-tag | nem volt UEFA-tag | nem volt UEFA-tag | nem volt UEFA-tag | nem volt UEFA-tag | nem volt UEFA-tag | nem volt UEFA-tag |
| 2016             | nem jutott ki     | nem jutott ki     | nem jutott ki     | nem jutott ki     | nem jutott ki     | nem jutott ki     | nem jutott ki     | nem jutott ki     | nem jutott ki     | 6.                | 10                | 0                 | 0                 | 10                | 2                 | 56                |
| 2020             | nem jutott ki     | nem jutott ki     | nem jutott ki     | nem jutott ki     | nem jutott ki     | nem jutott ki     | nem jutott ki     | nem jutott ki     | nem jutott ki     | 5.                | 8                 | 0                 | 0                 | 8                 | 3                 | 31                |
| 2024             | nem jutott ki     | nem jutott ki     | nem jutott ki     | nem jutott ki     | nem jutott ki     | nem jutott ki     | nem jutott ki     | nem jutott ki     | nem jutott ki     | 5.                | 8                 | 0                 | 0                 | 8                 | 0                 | 41                |
| Összesen         |                   | 0/3               | –                 | –                 | –                 | –                 | –                 | –                 | –                 | Összesen          | 26                | 0                 | 0                 | 26                | 5                 | 128               |

### UEFA Nemzetek Ligája
| Csoportkör | Csoportkör | Csoportkör | Csoportkör | Csoportkör | Csoportkör | Csoportkör | Csoportkör | Csoportkör | Csoportkör | Csoportkör      | Csoportkör | Egyenes kieséses szakasz | Egyenes kieséses szakasz | Egyenes kieséses szakasz | Egyenes kieséses szakasz | Egyenes kieséses szakasz | Egyenes kieséses szakasz | Egyenes kieséses szakasz | Egyenes kieséses szakasz | Egyenes kieséses szakasz |
| Szezon     | Liga       | Csoport    | H          | M          | Gy         | D          | V          | G+         | G–         | Feljutás/kiesés | Helyezés   | Év                       | Eredmény                 | M                        | Gy                       | D                        | V                        | G+                       | G–                       | Keret                    |
| ---------- | ---------- | ---------- | ---------- | ---------- | ---------- | ---------- | ---------- | ---------- | ---------- | --------------- | ---------- | ------------------------ | ------------------------ | ------------------------ | ------------------------ | ------------------------ | ------------------------ | ------------------------ | ------------------------ | ------------------------ |
| 2018–19    | D          | 4.         | 3.         | 6          | 2          | 0          | 4          | 5          | 15         | Állandó         | 49.        | 2019                     | nem jutott be            | nem jutott be            | nem jutott be            | nem jutott be            | nem jutott be            | nem jutott be            | nem jutott be            | nem jutott be            |
| 2020–21    | D          | 2.         | 1.         | 4          | 2          | 2          | 0          | 3          | 1          | Növekedés       | 49.        | 2021                     | nem jutott be            | nem jutott be            | nem jutott be            | nem jutott be            | nem jutott be            | nem jutott be            | nem jutott be            | nem jutott be            |
| 2022–23    | C          | 4.         | 4.         | 8          | 0          | 1          | 7          | 3          | 20         | Csökkenés       | 48.        | 2023                     | nem jutott be            | nem jutott be            | nem jutott be            | nem jutott be            | nem jutott be            | nem jutott be            | nem jutott be            | nem jutott be            |
| 2024–25    | D          |            |            |            |            |            |            |            |            |                 |            | 2025                     | nem jutott be            | nem jutott be            | nem jutott be            | nem jutott be            | nem jutott be            | nem jutott be            | nem jutott be            | nem jutott be            |
| Összesen   | Összesen   | Összesen   | Összesen   | 18         | 4          | 3          | 11         | 11         | 36         |                 |            |                          | 0/4                      | –                        | –                        | –                        | –                        | –                        | –                        |                          |

## Nemzetek elleni mérleg
| Nemzet              | M  | Gy | D  | V  | RG | KG  | GK   |
| ------------------- | -- | -- | -- | -- | -- | --- | ---- |
| Andorra             | 1  | 0  | 1  | 0  | 0  | 0   | 0    |
| Belgium             | 2  | 0  | 0  | 2  | 0  | 15  | -15  |
| Bulgária            | 2  | 0  | 1  | 1  | 1  | 4   | -3   |
| Bosznia-Hercegovina | 2  | 0  | 0  | 2  | 0  | 9   | -9   |
| Ciprus              | 2  | 0  | 0  | 2  | 2  | 5   | -3   |
| Dánia               | 2  | 0  | 0  | 2  | 0  | 12  | -12  |
| Észak-Macedónia     | 4  | 0  | 0  | 4  | 0  | 12  | -12  |
| Észtország          | 5  | 0  | 1  | 4  | 1  | 14  | -13  |
| Feröer              | 1  | 0  | 1  | 1  | 1  | 4   | -3   |
| Grenada             | 1  | 0  | 1  | 0  | 0  | 0   | 0    |
| Grúzia              | 5  | 0  | 0  | 5  | 2  | 17  | -15  |
| Görögország         | 2  | 0  | 0  | 2  | 1  | 8   | -7   |
| Hollandia           | 2  | 0  | 0  | 2  | 0  | 13  | −13  |
| Horvátország        | 1  | 0  | 0  | 1  | 0  | 4   | -4   |
| Írország            | 4  | 0  | 0  | 4  | 0  | 14  | -14  |
| Koszovó             | 1  | 0  | 0  | 1  | 0  | 1   | -1   |
| Lengyelország       | 2  | 0  | 0  | 2  | 1  | 15  | -14  |
| Lettország          | 4  | 1  | 0  | 3  | 3  | 11  | -8   |
| Liechtenstein       | 5  | 2  | 2  | 1  | 4  | 4   | 0    |
| Málta               | 2  | 1  | 0  | 1  | 1  | 2   | −1   |
| Montenegró          | 2  | 0  | 0  | 2  | 1  | 7   | -6   |
| Németország         | 2  | 0  | 0  | 2  | 0  | 11  | -11  |
| Norvégia            | 2  | 0  | 0  | 2  | 1  | 8   | -7   |
| Örményország        | 2  | 1  | 0  | 1  | 3  | 6   | −3   |
| Portugália          | 1  | 0  | 0  | 1  | 0  | 5   | -5   |
| San Marino          | 2  | 1  | 1  | 0  | 1  | 0   | +1   |
| Skócia              | 2  | 0  | 0  | 2  | 1  | 12  | −11  |
| Svájc               | 2  | 0  | 0  | 2  | 1  | 10  | -9   |
| Szlovákia           | 1  | 0  | 1  | 0  | 0  | 0   | 0    |
| Szlovénia           | 1  | 0  | 0  | 1  | 0  | 6   | −6   |
| Törökország         | 2  | 0  | 0  | 2  | 0  | 9   | -9   |
| Összesen            | 67 | 6  | 10 | 55 | 24 | 228 | -204 |